# Апокаліпсис Петра

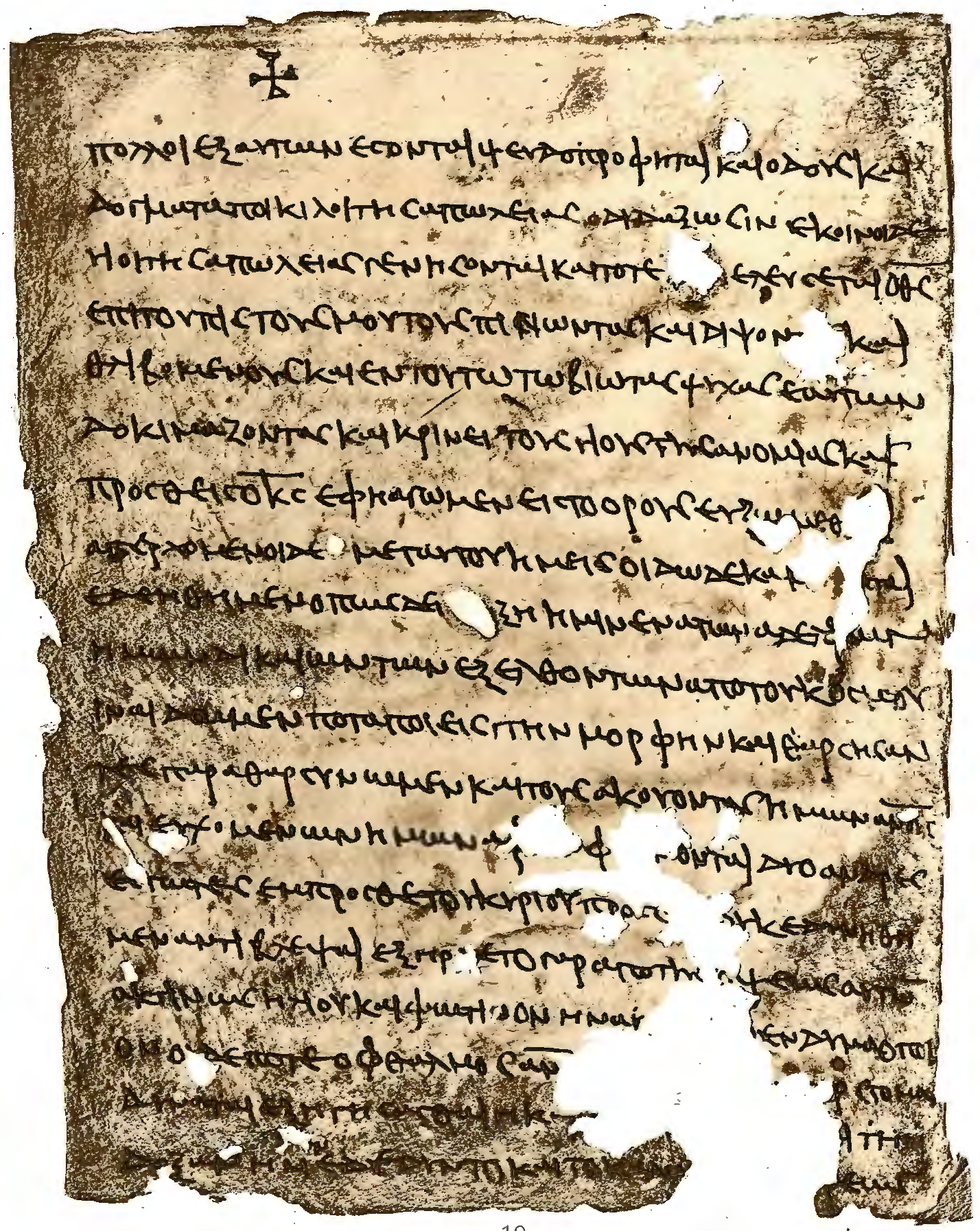
Початок грецького фрагмента Апокаліпсису Петра, знайденого в Ахмімі, Єгипет

Апокаліпсис Петра (також відомий як Одкровення Петра) — ранньохристиянський текст 2 століття та твір апокаліптичної літератури. Найраніший відомий християнський текст, у якому детально описуються рай та пекло. На Апокаліпсис Петра вплинули як єврейська апокаліптична література, так і грецька філософія елліністичного періоду. Текст зберігся у двох різних версіях, що базуються на втраченому оригіналі написаному на грецькому койне: коротша грецька версія та довша ефіопська.
Твір є псевдоепіграфічним: його нібито написав учень Петра, але його справжній автор невідомий. Апокаліпсис Петра описує божественне видіння, яке пережив Петро через воскреслого Ісуса. Після того, як учні запитують про ознаки Другого пришестя, твір заглиблюється в бачення потойбічного життя (катабазис) і детально описує як небесне блаженство для праведних, так і пекельні кари для проклятих. Зокрема, покарання графічно описані у фізичному сенсі й переважно відповідають принципу «око за око»: богохульників вішають за язики; у брехунів, що свідчать неправдиво, відрізають губи; бездушних багатіїв проколюють камінням, примушуючи їх ходити босоніж і носити брудне лахміття, і т. д.
Апокаліпсис Петра не входить до стандартного канону Нового Заповіту, а класифікується як частина новозавітних апокрифів. Його згадано у фрагменті Мураторі, списку схвалених християнських книг 2-го століття та одному з найдавніших протоканонів, що збереглися. Однак фрагмент Мураторі висловлює деякі застереження щодо твору, зазначаючи, що деякі отці радять не читати цей твір у церкві. Хоча Апокаліпсис Петра вплинув на інші християнські твори у 2—4 століттях, він став вважатися неавтентичним і вийшов зі вжитку. Його значною мірою замінив Апокаліпсис Павла, популярний твір 4-го століття, на який сильно вплинув Апокаліпсис Петра, але який пропонує оновлене бачення раю та пекла. Апокаліпсис Петра є попередником того ж жанру, що і «Божественна комедія» Данте, у якому головний герой подорожує потойбічним світом.

## Датування

Регіон Східного Середземномор’я, бл. 125 н. е. Вчені припускають, що автор Апокаліпсису Петра міг походити з римської Юдеї або римського Єгипту.

Апокаліпсис Петра був імовірно написаний між 100 і 150 роками н. е. Через ймовірне використання у ньому Четвертої книги Ездри, яка була написана близько 100 року н. е., цей рік вважається найранішим можливим роком написання твору. Апокаліпсис цитується у другій книзі Сивілінських оракулів (прибл. 150), а також згадується за назвою та цитується у «Пророчих уривках» Климента Олександрійського (прибл. 200). Апокаліпсис Петра також згадується за назвою у фрагменті Мураторі, який зазвичай датується кінцем II століття (прибл. 170–200). Все це означає, що він мав існувати приблизно до 150 року н. е.

## Зміст

### Покарання та винагороди
Опис раю коротший, ніж опис пекла, і повніший у версії Ахміма. На небесах люди мають чисту молочно-білу шкіру, кучеряве волосся і взагалі красиві. Земля цвіте вічними квітами та прянощами. Люди носять блискучий одяг зі світла, як ангели. Всі співають у хоровій молитві.

## Літературна цінність

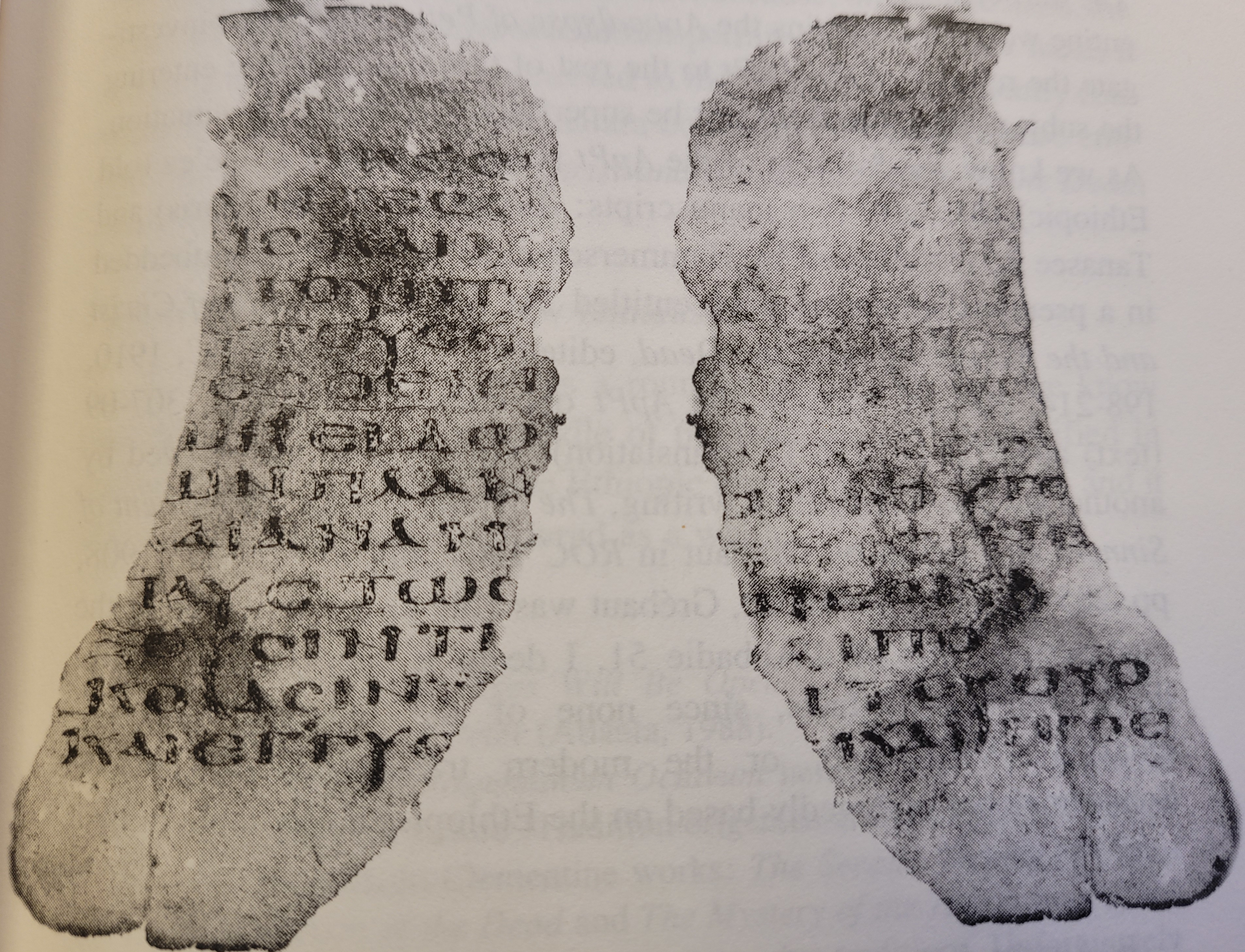
Фрагмент Апокаліпсису Петра, який зберігається в Бодліанській бібліотеці

Вчені 19-20 століття вважали твір досить інтелектуально простим і наївним; драматична та захоплююча, але не обов’язково зв’язна історія. Тим не менше, Апокаліпсис Петра свого часу був популярним і мав широку аудиторію. Монтегю Родс Джеймс постулював, що освічені християни пізнішого римського періоду вважали цей твір дещо принизливим і «розуміли, що це груба та вульгарна книга». Це могло частково пояснити відсутність ентузіазму еліти щодо її канонізації пізніше.